# Лавранс Соллі
Лавранс Соллі (норв. Lavrans Solli, 21 лютого 1992) — норвезький плавець.
Учасник Олімпійських Ігор 2012 року.
Призер Чемпіонату Європи з плавання на короткій воді 2012 року.